# Riccardo Stracciari
Riccardo Stracciari (ur. 26 czerwca 1875 w Casalecchio di Reno, zm. 10 października 1955 w Rzymie) – włoski śpiewak, baryton.

## Życiorys
Uczył się w Bolonii u Ulisse Masettiego. Zadebiutował na scenie w 1898 roku w prawykonaniu oratorium La risurrezione di Lazzaro Lorenza Perosiego oraz rolą Marcela w operze Cyganeria Giacoma Pucciniego. Występował na scenach włoskich, a także gościnnie w Portugalii, Egipcie i Chile. W latach 1904–1906 występował w mediolańskiej La Scali. W 1905 roku śpiewał w Covent Garden Theatre w Londynie. Od 1906 do 1908 roku występował na deskach Metropolitan Opera w Nowym Jorku. W 1913 roku gościł w Warszawie, gdzie uczestniczył w przedstawieniach oper Verdiego, Pucciniego i Wagnera. W latach 1917–1919 gościnnie występował w Chicago, a w 1925 roku w San Francisco. W 1939 roku zakończył karierę sceniczną, choć jeszcze w 1942 i 1944 roku pojawił się na deskach Teatro Lirico w Mediolanie w roli Germonta w Traviacie.
Jego popisową była rola Figara w Cyruliku sewilskim Gioacchina Rossiniego, którą wykonał ponad 900 razy. Zajmował się także pracą pedagogiczną, jednym z jego uczniów był Boris Christow.